# The Motions
The Motions was een Haagse nederbietband, in 1964 opgericht door Henk Smitskamp (basgitaar), Robbie van Leeuwen (gitaar), Rudy Bennett (zang) en Sieb Warner (drums). De band werd in 1970 opgeheven.

## Biografie
The Motions kwamen eind 1964 voort uit Ritchie & the Ricochets, waarin Bennett en Van Leeuwen speelden. Die band maakte op 8 augustus 1964 deel uit van het voorprogramma van het legendarische optreden van The Rolling Stones in het Kurhaus in Scheveningen. 
In het najaar van 1964 begonnen Van Leeuwen en Bennett samen met Smitskamp en Warner een nieuwe band, The Motions.
De eerste single It's gone werd geschreven door Van Leeuwen en verscheen in december 1964. Zonder dat de verkoopcijfers daar aanleiding toe gaven, kwam het nummer dankzij onder meer Joost den Draaijer begin 1965 één week in de Veronica Top 40. Het stond die week op nummer 39. Daarmee waren The Motions de eerste Nederlandse beatgroep die in de hitparade belandde. Den Draaijer (Willem van Kooten) deed dat wel vaker, bij wijze van proefballon.
In 1965 volgde een eerste lp, Introduction to The Motions. Het album telde twaalf nummers,  waarvan er elf door Van Leeuwen waren geschreven.
Met Wasted words (geïnspireerd door de protestsong) had de band in 1965 zijn eerste grote hit. Het blad Muziek Expres reikte aan Van Leeuwen een zilveren award uit voor de verkoop van 25.000 exemplaren. Daarna volgden de hits elkaar in 1966 in hoog tempo op: Why don't you take it, Every step I take en It's the same old song. Ook kwam er een tweede lp uit, Their own way.
Intussen had Rudy Bennett in 1967 een solosucces met How can we hang on to a dream. In mei haalde hij met Amy opnieuwde hitlijsten. 
In september 1967 verscheen een derde Motions-lp in de Songbook-serie van het blad Teenbeat  waarin ook albums van The Outsiders en Tee Set werden uitgebracht. Deze verzamelalbums bevatten songs, afgewisseld met korte interviews. In het geval van The Motions werden die afgenomen door Joost den Draaijer. 
De Motions-Songbook-lp begint met een introductie door Joost en het voorstellen van de bandleden: "Ik ben het, zei Rudy Bennett"; "Henk Smitskamp op zoek naar geluk"; "Mijn naam is Siebolt Warner"; "en ik ben Gerard Romeijn". Ook is de Engelse producer Peter L. Stirling nog te horen.

### Wisselingen en de teloorgang
Van Leeuwen verliet The Motions op 1 maart 1967 om een eigen band op te richten: Shocking Blue. Zijn plaats werd ingenomen door Gerard Romeijn afkomstig uit de (Tee Set). 
Het leek of met het vertrek van Van Leeuwen de groep de belangrijkste componist en vormgever kwijt was, maar Sieb Warner en nieuwkomer Romeijn zorgden voor nieuw repertoire. 
Op de lp Impressions of wonderful, uitgebracht in oktober 1967, haakte de band aan bij de flowerpower. Het album werd door jongerentijdschrift Hitweek de Nederlandse Sgt. Pepper's genoemd. 
Bassist Henk Smitskamp werd in november 1967 uit de band gezet en vervangen door Leo Bennink uit de Jay Jays. Die werd sologitarist, terwijl Romeijn overstapte naar basgitaar. Smitskamp zou enige tijd in After Tea spelen en later toetreden tot Livin' Blues. 
In 1968 werden Romeijn en nieuweling  Jan Vennik (toetsen, saxofoon en fluit) gearresteerd voor drugsbezit en enige tijd gevangen gezet. Nieuwe namen in de band waren daarna Paul van Melzen (basgitaar) en Bobby Green (Bob van der Vaart)  (orgel). Sieb Warner vertrok in mei 1969 en ging in juli aan de slag bij the Golden Earrings. Hij werd als drummer vervangen door Han Cooperville. 
Warner speelde nog mee bij de opnamen voor de lp Electric baby die in juni 1969 verscheen.
Van 12 tot 17 juni 1969 traden The Motions op in de Verenigde Staten om hun album Electric baby en de single Freedom te promoten. Een Amerikaanse doorbraak bleef uit. Ook in eigen land had de band geen hits meer.
In juni 1970 kwam nog wel de lp Sensation uit. Die was echter alleen te koop bij de supermarkten van Simon de Wit. Achter op de hoes van die plaat werd melding gemaakt van plannen voor optredens in Canada, de Verenigde Staten en Japan in de loop van 1971. Weliswaar kwam eind 1970 nog de single Try to make you happy uit op het label  Negram, maar het nummer had geen succes. Het betekende het einde van The Motions. De bandleden gingen hun eigen weg.
Rudy Bennett en Robbie van Leeuwen vormden van 1973 tot 1976 de kern van de formatie Galaxy-Lin.
In 1992 kwamen de vier oorspronkelijke Motions nog één keer bijeen tijdens een Goud van Oud-concert. Rudy Bennett bleef ook daarna regelmatig optreden met nummers uit zijn Motions-periode.

## Discografie

### Albums
- 1965 - Introduction to The Motions - 12"-lp - HAVOC - HJH 2
- 1966 - Their own way - 12"-lp - HAVOC - IHLP 2
- 1967 - Greatest hits - 12"-lp - HAVOC - HJH 136
- 1967 - Motions songbook - 12"-lp - TEENBEAT - APLP 101
- 1967 - Impressions of wonderful - 12"-lp - HAVOC - HALP 021
- 1968 - The Motions live! (studio-opnames met fakeapplaus) - 12"-lp - MARBLE ARCH - MALH 201
- 1969 - Electric baby - 12"-lp - DECCA - DU 170 023
- 1970 - Sensation -	12"-lp - SIMOGRAM - 00502
- 1973 - Terug in de tijd - 12"-lp - NEGRAM - HJN 205
- 1979 - Golden greats of The Motions	- 12"-lp - NEGRAM - 5N 028 26153
- 1989 - The original hit recordings and more - cd - EMI - 791 943 2
- 1992 - Wasted words - cd - DGR - 6001
- 1993 - Impressions of wonderful 1965-1967 (original studio-tracks, alternates & unreleased takes!) - cd - PSEUDONYM - CDP 1004 DD
- 2001 - Introduction to The Motions & Their Own Way (+7) - cd - PSEUDONYM - CDP 1084 DD
- 2002 - Singles A's & B's - 2 cd's - HUNTER MUSIC - HM 1386 2
- 2018 - Wonderful Impressions - cd - UNIVERSAL
- 2019 - Recorded - cd

### Singles
- 1965 - It's gone / I've got misery - 7"-single - HAVOC - SH 105
- 1965 - You bother me / We fell in love - 7"-single - HAVOC - SH 107
- 1965 - For another man / I've waited so long - 7"-single - HAVOC - SH 108
- 1965 - Love won't stop / no matter where you run - 7"-single - HAVOC - SH 110
- 1965 - Wasted words / I'll follow the sun - 7"-single - HAVOC - SH 111
- 1965 - I've waited so long & It's gone / For another man & I've got misery - 7"-ep - VOGUE - INT 18017 (Frankrijk)
- 1966 - Everything that's mine / There's no place to hide	- 7"-single - HAVOC - SH 114
- 1966 - Why don't you take it? / My love is growing - 7"-single - HAVOC - SH 116
- 1966 - Every step I take / Stop your crying - 7"-single - HAVOC - SH 121
- 1966 - It's the same old song / Someday child	-	7"-single - HAVOC - SH 122
- 1966 - Wasted words & I'll follow the sun / There's no place to hide & Everything that's mine - 7"-ep - VOGUE - INT 18069 (Frankrijk)
- 1966 - Every step I take & Hard time blues / Stop your crying & Everyting that's mine - 7"-ep - VOGUE - INT 18097 (Frankrijk)
- 1967 - I want you, I need you / Suzie baby - 7"-single - HAVOC - SH 130
- 1967 - Wonderful impressions / Nellie the horse - 7"-single - HAVOC - SH 137
- 1967 - Tonight we'll be stoned / One million red balloons -	7"-single - HAVOC - SH 139
- 1968 - You're my adee / Hey conductor man - 7"-single - HAVOC - SH 142
- 1968 - Take your time / Make it legal - 7"-single - HAVOC - SH 146
- 1968 - Miracle man / Something -	7"-single - DECCA - AT 10 327
- 1968 - I ain't got time / Fantasy club - 7"-single - DECCA - AT 10 337
- 1968 - What's your name / Little boy's life & Illusion - 7"-single - DECCA - AT 10 358 (nooit uitgebracht)
- 1968 - Take the fast train / Hamburg city -	7"-single - DECCA - AT 10 361
- 1969 - It's alright / Hey everybody -	7"-single - DECCA - AT 10 374
- 1969 - Freedom / Little boy's life & What's your name	-	7"-single - DECCA - AT 10 382
- 1969 - Eliza / Wedding of the hundred brides - 7"-single - DECCA - AT 10 396
- 1969 - I can't help it / Look away - 7"-single - DECCA - AT 10 405
- 1970 - Try to make you happy / We all come together - 7"-single - NEGRAM - NG 195
- 1972 - Wasted words / It's the same old song & My love is growing - 7"-ep - NEGRAM - NG 292
- 1981 - Wasted words / It's the same old song - 7"-single - NEGRAM - 5C 006 26700

## Hitnoteringen

### Nederlandse Top 40
| Single met eventuele hitnotering(en) in de Nederlandse Top 40 | Datum van verschijnen | Datum van binnenkomst | Hoogste positie | Aantal weken | Opmerkingen                              |
| ------------------------------------------------------------- | --------------------- | --------------------- | --------------- | ------------ | ---------------------------------------- |
| It's gone                                                     | 1965                  | 10 april 1965         | 39              | 1            |                                          |
| Wasted words                                                  | 1965                  | 6 november 1965       | 3               | 16           |                                          |
| Everything that's mine / There's no place to hide             | 1966                  | 19 februari 1966      | 16              | 9            |                                          |
| Why don't you take it / My love is growing                    | 1966                  | 30 april 1966         | 3               | 14           |                                          |
| Every step I take                                             | 1966                  | 17 september 1966     | 21              | 6            |                                          |
| It's the same old song / Someday child                        | 1966                  | 3 december 1966       | 10              | 12           | opgeteld met de versie van The Four Tops |
| I want you, I need you                                        | 1967                  | 1 april 1967          | 18              | 7            |                                          |
| Wonderful impressions / Nellie the horse                      | 1967                  | 23 september 1967     | 15              | 6            |                                          |
| Tonight will be stoned                                        | 1967                  | 4 november 1967       | 12              | 7            |                                          |
| You're my adee                                                | 1968                  | 20 januari 1968       | tip17           | -            |                                          |
| Miracle man                                                   | 1968                  | 4 mei 1968            | tip4            | -            |                                          |
| I ain't got time                                              | 1968                  | 17 augustus 1968      | 22              | 6            |                                          |
| Take the fast train                                           | 1968                  | 21 december 1968      | tip16           | -            |                                          |
| It's alright                                                  | 1969                  | 1 maart 1969          | tip9            | -            |                                          |
| Freedom                                                       | 1969                  | 31 mei 1969           | 22              | 3            |                                          |
| I can't help it                                               | 1969                  | 15 november 1969      | tip22           | -            |                                          |

### NPO Radio 2 Top 2000
| Nummers met noteringen in de NPO Radio 2 Top 2000 | '99  | '00  | '01  | '02  | '03 | '04  | '05  | '06  | '07  | '08  | '09  | '10  | '11  | '12  | '13  | '14  |
| ------------------------------------------------- | ---- | ---- | ---- | ---- | --- | ---- | ---- | ---- | ---- | ---- | ---- | ---- | ---- | ---- | ---- | ---- |
| Wasted words                                      | 1290 | 1406 | 1631 | 1073 | 929 | 1336 | 1163 | 1097 | 1433 | 1193 | 1480 | 1524 | 1842 | 1821 | 1653 | 1551 |
| Why don't you take it                             | -    | 1700 | -    | -    | -   | -    | -    | -    | -    | -    | -    | -    | -    | -    | -    | -    |

1. ↑  Een '-' betekent dat het nummer niet was genoteerd en een vetgedrukt getal geeft de hoogste notering van een nummer aan.
2. ↑  Deze tabel is bijgewerkt tot en met de laatste editie (2024).